# Lysimachia minoricensis
La lisimaquia menorquina (Lysimachia minoricensis) es una planta de la familia Primulaceae endémica de Menorca, actualmente extinguida en el medio natural y únicamente conservada en jardines botánicos y particulares. Es la única planta de España considerada extinguida en el medio natural y los intentos de reintroducción han fracasado, a pesar de que se conserve en entornos artificiales. Está protegida e incluida en el Catálogo Nacional de Especies Amenazadas y el Convenio de Berna.
De ciclo bianual, es una planta herbácea que se suele comportar como hemicriptófita. Las hojas están dispuestas en una roseta basal y son alargadas, de color verde oscuro y con las nervaduras principales muy visibles, de color blanquecino en la parte superior, mientras que el reverso de la hoja es de tonos púrpuras, rasgo que comparte con otros endemismos baleares, como Cyclamen balearicum o Paeonia cambessedesii. Las flores son pequeñas, de color verde amarillento y se disponen en las axilas de las hojas en el tallo que se desarrolla durante la floración, que se produce desde finales de primavera a principios del verano, en el mes de junio. Cuando se toca la planta desprende un olor desagradable.
Fue descrita por el botánico menorquín J.J. Rodríguez Femenías de Son Boter a partir de unos ejemplares en el barranco de Sa Vall (Menorca), aunque no se conoce la localización exacta y se estime que dicha población se extinguió entre 1926 y 1950, por causas desconocidas. La supervivencia de la especie hasta hoy se debe a una última recolección de semillas en el año 1926 que fueron posteriormente sembradas en el Jardín Botánico de Barcelona, que fue abandonado durante la Guerra Civil, lo que provocó la desaparición de la lisimaquia menorquina. Sin embargo, unos años después se hallaron varios ejemplares en el recinto del jardín botánico, pero en una ubicación diferente. Desde 1959, cuando se confirmó su extinción en el medio natural, se han repetido los intentos de reintroducción tanto en el barranco de Sa Vall como en los entornos similares de Trebalúger y Algendar, por lo general sin éxito. Existen ejemplares en jardines botánicos europeos como los de Brest, Budapest, Coímbra y Copenhague, además de en el Jardín Botánico de Sóller, en Mallorca.